# Heiko Sauer
Heiko Sauer (* 1976 in Essen) ist ein deutscher Rechtswissenschaftler.

## Leben
Heiko Sauer studierte von 1995 bis 2001 Rechtswissenschaften an den Universitäten Trier und Ferrara. Sein erstes Staatsexamen legte er in 2001 in Rheinland-Pfalz ab.
Von 2001 bis 2003 war Sauer wissenschaftlicher Mitarbeiter von Alexander  Lorz am Lehrstuhl für Deutsches und Ausländisches Öffentliches  Recht, Völkerrecht und Europarecht an der Heinrich-Heine-Universität Düsseldorf.
Nach der Promotion im Jahr 2005 (Gutachter: Alexander Lorz und Lothar Michael) und dem juristischen Vorbereitungsdienst von 2004 bis 2006 mit Stationen im Auswärtigen Amt (Berlin), bei der Sozietät Redeker Sellner Dahs & Widmaier (Bonn) und beim Bundesverfassungsgericht (Dezernat des  Bundesverfassungsrichters Udo  Di  Fabio) legte er 2006 das zweite Staatsexamen in Nordrhein-Westfalen ab.
Nach der Habilitation im Jahr 2014 über die Rechtsdogmatik der Staatshaftung für rechtswidriges Verwaltungshandeln (erneut in Düsseldorf, Gutacher: Lothar Michael und Martin Morlok; venia legendi für die Fächer Öffentliches Recht, Völkerrecht, Europarecht und Rechtstheorie)  folgte er 2015 dem Ruf auf den Lehrstuhl für Deutsches und Europäisches Verfassungs- und  Verwaltungsrecht an die Universität Bonn.
Seine Forschungsschwerpunkte sind die Bezüge des Grundgesetzes zum Völkerrecht und Europarecht, das Allgemeine Verwaltungsrecht einschließlich Staatshaftungsrecht, Europäisches Verfassungsrecht, Rechtstheorie, Europäischer Grund- und Menschenrechtsschutz.

## Schriften (Auswahl)
- Jurisdiktionskonflikte in Mehrebenensystemen. Die Entwicklung eines Modells zur Lösung von Konflikten zwischen Gerichten unterschiedlicher Ebenen in vernetzten Rechtsordnungen. In: Beiträge zum ausländischen öffentlichen Recht und Völkerrecht. Nr. 195. Springer, Berlin, Heidelberg, New York 2008, ISBN 978-3-540-77227-9 (Dissertation, Heinrich-Heine-Universität Düsseldorf, 2005).
- Öffentliches Reaktionsrecht. Theorie und Dogmatik der Folgen hoheitlicher Rechtsverletzungen. In: Jus publicum. Nr. 300. Mohr Siebeck, Tübingen 2021, ISBN 978-3-16-160081-4 (Habilitationsschrift, Heinrich-Heine-Universität Düsseldorf, 2014).